# Mauvaisin
Mauvaisin (okzitanisch: Malvesin) ist eine französische Gemeinde mit 221 Einwohnern (Stand: 1. Januar 2022) im Département Haute-Garonne in der Region Okzitanien (vor 2016: Midi-Pyrénées). Sie gehört zum Arrondissement Toulouse und zum Kanton Escalquens. Die Einwohner heißen Mauvaisinois.

## Geographie
Mauvaisin liegt etwa 29 Kilometer südsüdöstlich von Toulouse in der Landschaft Lauragais am Flüsschen Tédèlou. Umgeben wird Mauvaisin von den Nachbargemeinden Auragne im Nordwesten und Norden, Saint-Léon im Norden und Nordosten, Aignes im Osten und Südosten, Cintegabelle im Süden sowie Auterive im Westen.

## Bevölkerungsentwicklung
| Jahr                       | 1962 | 1968 | 1975 | 1982 | 1990 | 1999 | 2006 | 2013 | 2020 |
| Einwohner                  | 232  | 210  | 184  | 195  | 225  | 252  | 246  | 227  | 214  |
| Quellen: Cassini und INSEE |      |      |      |      |      |      |      |      |      |

## Sehenswürdigkeiten

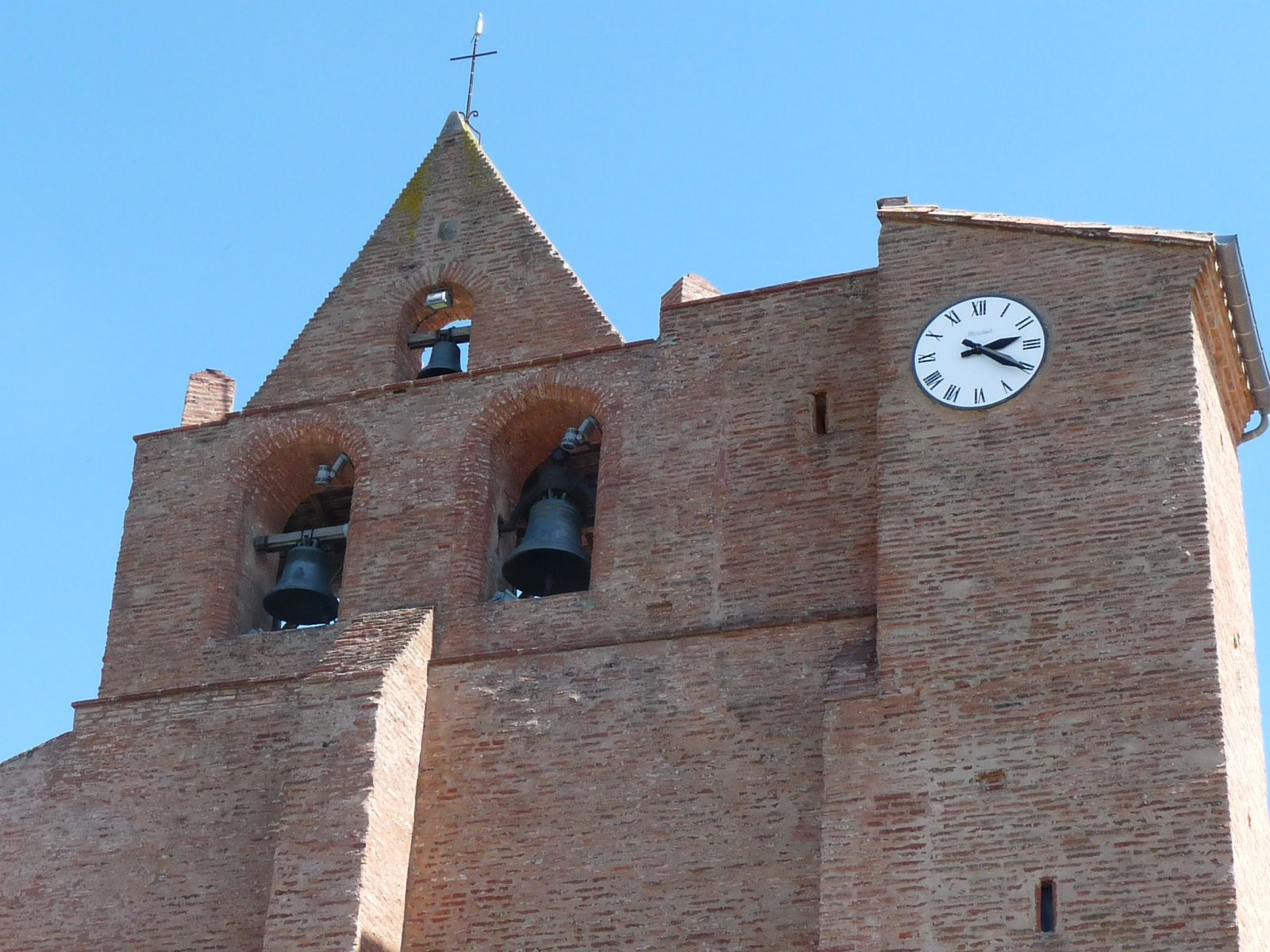
Kirche Notre-Dame
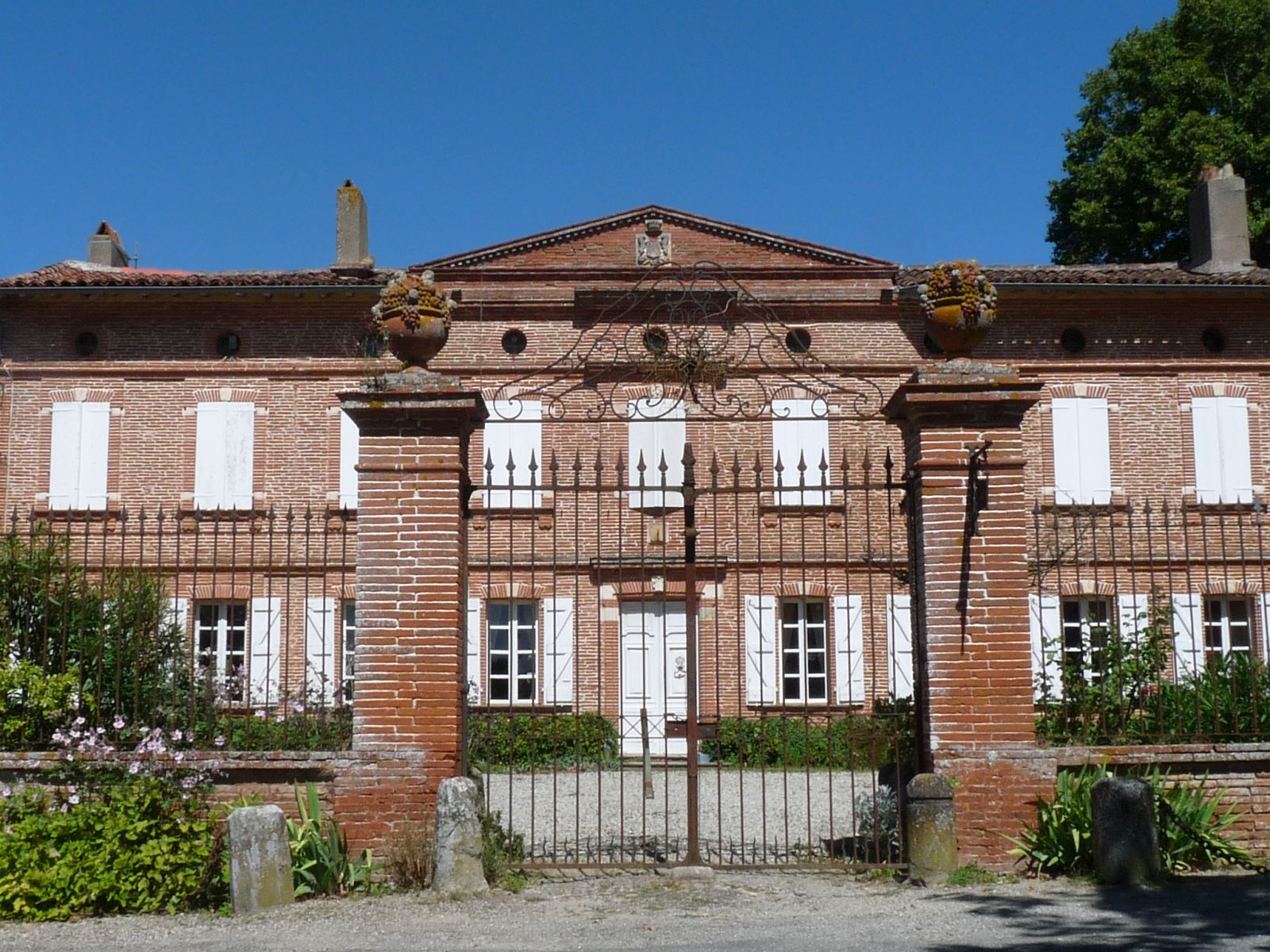
Schloss Mauvaisin
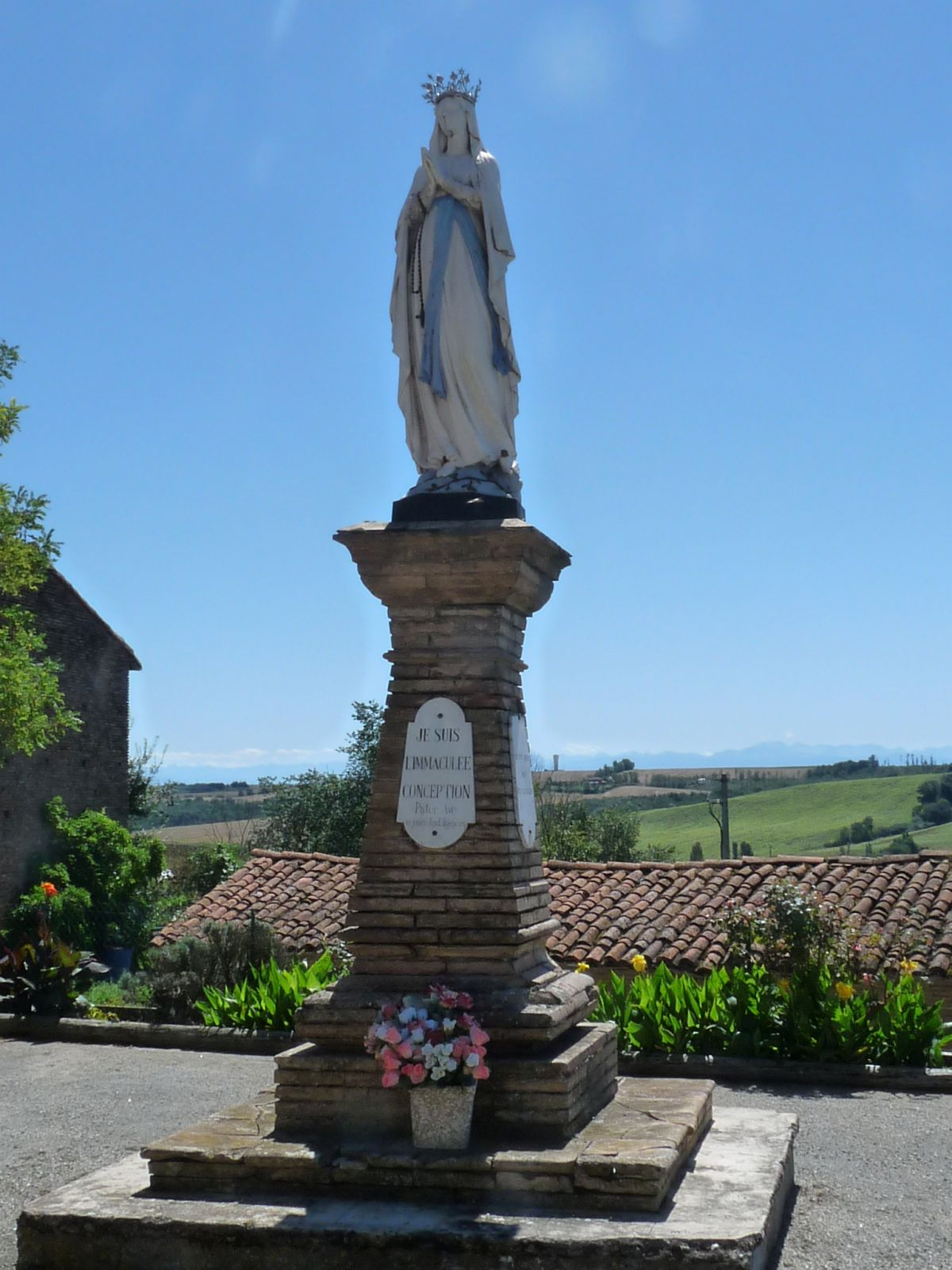
Marienstatue
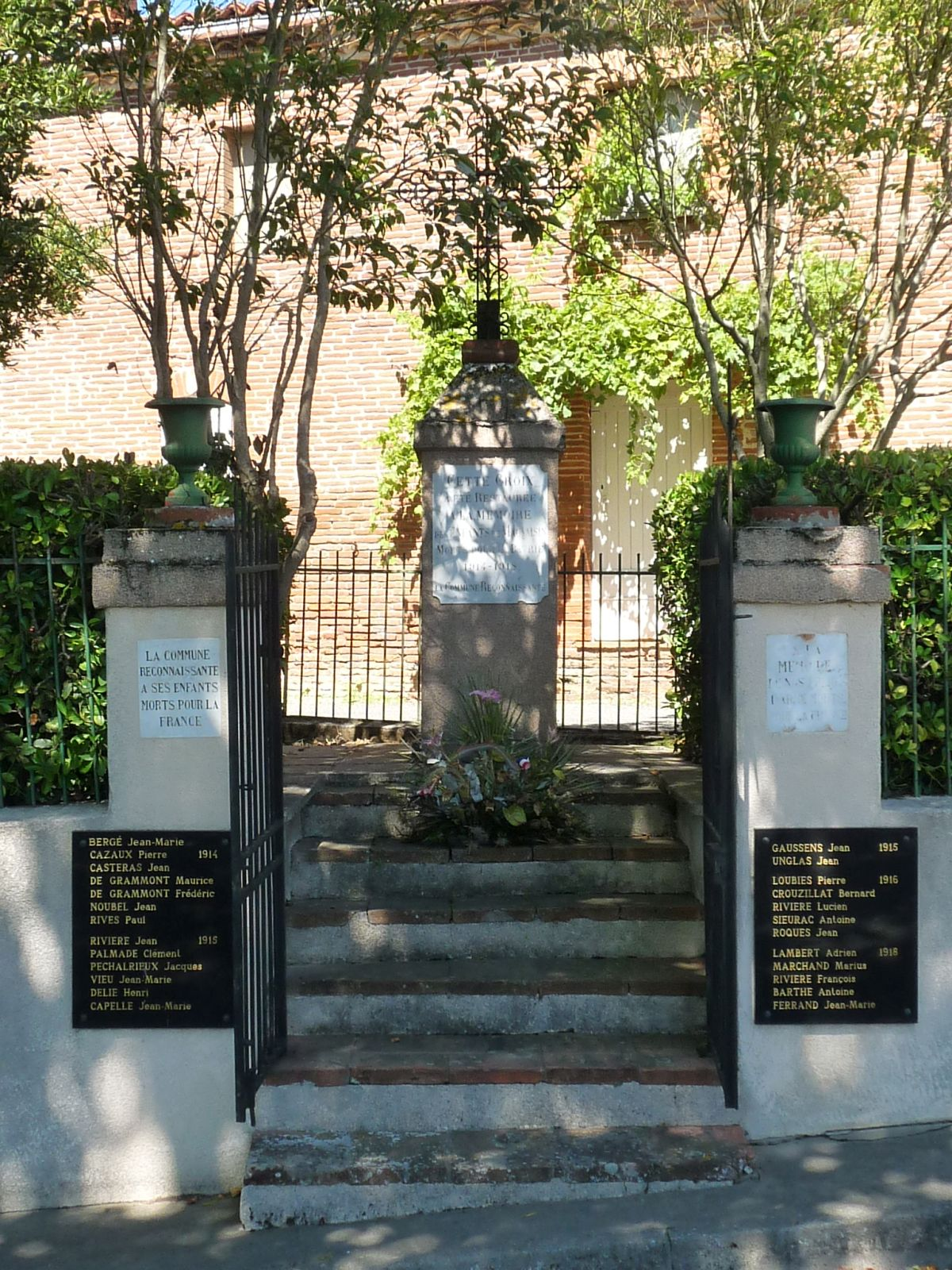
Gefallenendenkmal

- Kirche Notre-Dame
- Schloss Mauvaisin
- Marienstatue
- Gefallenendenkmal